# بلنسية (إشبيلية)
بلنسية هي مدينة تقع في مقاطعة إشبيلية في الأندلس بإسبانيا. بلغ عدد سكانها 7800 نسمة عام 2018.